# Snow Falling on Cedars
Snow Falling on Cedars és una pel·lícula del director australià Scott Hicks estrenada el 1999.

## Argument
Illa de San Piedro, en el Pacífic Nord, el 1950. Els americans de socarel toleren els japonesos que hi viuen, però el record de Pearl Harbor és encara viu. La mort misteriosa del pescador Carl Heine enverina les relacions entre els dos comunitats, ja que Kazuo Miyamoto és el culpable escollit. El jove periodista Ishmael Chambers cobrirà el procés. L'assumpte hi té una significació molt personal, ja que la dona de Miyamoto, Hatsue, va ser el seu primer amor, abans que conegui la deportació al camp de Manzanar.

## Repartiment
- Ethan Hawke: Ishmael Chambers
- Youki Kudoh: Hatsue
- Rick Yune: Kazuo
- Max von Sydow: Nels Gudmunson
- Sam Shepard: Arthur Chambers
- Anne Suzuki
- Celia Weston: Etta Heine

## Al voltant de la pel·lícula

### Context del film
La novel·la de David Guterson va tenir un ressò tant de públic com de crítica als Estats Units, donant particular eco a l'internament dels japonesos-estatunidencs durant la Segona Guerra Mundial. Poc abans de l'èxit de la seva pel·lícula Shine, el realitzador Scott Hicks tenia previst adaptar-lo per al cinema, però Universal posseïa llavors els drets. Amb una nominació als Oscars, a Hicks li van finalment proposar la realització de la pel·lícula. Va retocar el guió original escrit per Ron Bass, treien en particular una veu en off en la narració. El pressupost va ser de 35 milions de dòlars.

### Rebuda del film
En la seva estrena als Estats Units,  Snow Falling on Cedars només va recaptar 14,42 milions de dòlars (en un Max de 1150 pantalles), un fracàs que va fer que la pel·lícula no aconseguís ser rendible malgrat les seves recaptacions en altres territoris (8,6 milions de dòlars. La crítica es va mostrar molt fluixa en el seu conjunt, fins i tot un crític influent com Roger Ebert la va defensar com una de les rares pel·lícules que mantenen en el seu estil cinematogràfic la complexitat de la novel·la. Jeff Reichert, jutja la indiferència suscitada per la pel·lícula particularment injusta
En els Oscars, Robert Richardson va obtenir una nominació per a la seva fotografia.

### Anècdotes
- Un gran nombre de figurants en l'escena de l'evacuació de l'illa han viscut veritablement l'internament nipo-americà.
- És la segona pel·lícula de Hollywood a tractar aquest tema històric després  Benvinguts al Paradís d'Alan Parker.
- Alguns plans amb Max von Sydow reten homenatge a la pel·lícula  El setè segell  d'Ingmar Bergman.
- El tros Tarawa  procedent de la Banda original de la pel·lícula composta per James Newton Howard ha estat reutilitzat pels anuncis de Cold Mountain i Matrix Revolution.

## Premis i nominacions

### Nominacions
- 2000. Oscar a la millor fotografia per Robert Richardson